# Mad Monkey Studio
Mad Monkey Studio était le département Entertainment de la société SC2X. Société française de développement de jeux vidéo installée à Bordeaux et fondée en 2003 et liquidée en 2011, elle se spécialisait dans les jeux de type "casual" sur Wii et Nintendo DS notamment.

## Produits
- Furry Tales (PS2) - Phoenix, février 2005
- Totally Spies!: Totally Party (Wii,PS2,PC) - Ubisoft, fin 2007
- Deal or No Deal: The Banker is Back! (PC, DS) - Mindscape, mai-novembre 2007
- Partouche Poker Tour (PC, DS) - Mindscape, octobre 2007 - avril 2008
- Fort Boyard (Wii) - Mindscape, juillet 2008
- Bienvenue chez les Ch'tis (Wii) - Mindscape, Novembre 2008
- 1000 bornes (DS) - Mindscape, Novembre 2008
- My Hero : Pompier (DS) - Deepsilver, Novembre 2008
- Pirates : le Trésor de Barbe Noire (Wii) - Activision, février 2009
- Je découvre le Bridge (DS) - Anuman Interactive, avril 2009
- Science Papa (Wii, DS) - Activision, juillet 2009
- Alphabounce (DSiware) - avril 2010 (jeu vidéo inventé par Motion-Twin)